# سیارک ۲۴۳۲۵
سیارک ۲۴۳۲۵ (به انگلیسی: 24325 Kaleighanne، نامگذاری:2000AB52) بیست و چهار هزار و سیصد و بیست و پنجمین سیارک کشف شده‌است که در ۴ ژانویه ۲۰۰۰ کشف شد.
قدر مطلق سیارک برابر ۱۳.۵ است.